# 兴安堇菜
兴安堇菜（学名：Viola gmeliniana）是堇菜科堇菜属的植物。分布在俄罗斯、西伯利亚、蒙古以及中国大陆的内蒙古、东北、黑龙江等地，一般生于河岸灌丛、沙地、山坡灌丛及沙丘草地，目前尚未由人工引种栽培。